# Silent Hill: Shattered Memories
 For alternative betydninger, se Silent Hill. (Se også artikler, som begynder med Silent Hill)
Silent Hill: Shattered Memories er det syvende spil i Silent Hill-serien. Spillet tager spilleren tilbage til det første spil, hvor man følger Harry.
Spillet er udviklet af Climax Group og udgivet til PlayStation 2, PlayStation Portable og Wii af Konami.